# Lake Victoria
Lake Victoria née le 22 mars 2022 est une jument de course irlandaise, de race pur sang anglais, qui participe aux courses hippiques de plat. Propriété du consortium Coolmore, portant la casaque de l'un des associés, Michael Tabor, elle est entraînée par Aidan O'Brien et montée par Ryan Moore. 

## Carrière de courses
Élevée par Coolmore, débute en juin par une victoire de justesse devant une autre fille de Frankel, Red Letter, et ne tarde pas à s'illustrer au niveau groupe en remportant les Sweet Solera Stakes à Newmarket. Pour autant, celle qui passe pour la meilleure 2 ans de Coolmore n'est pas elle mais une autre fille de Frankel, Bedtime Story, invaincue après quatre courses où elle s'est montrée époustouflante. Dans les Moyglare Stud Stakes — où quatre des cinq partantes sont des fille de Frankel ! — c'est donc logiquement à elle qu'est associée Ryan Moore, le premier jockey de l'écurie, tandis que la monte de Lake Victoria échoit à Wayne Lordan. Mais ce jour-là, la hiérarchie s'inverse : Bedtime Story déçoit fortement, tandis que Lake Victoria s'impose nettement. Confirmation quinze jours plus tard, dans les Cheveley Park Stakes, où Lake Victoria, avec Ryan Moore sur son dos, ne laisse aucune chance à la meilleure 2 ans française, Daylight. Désormais incontestable numéro 1 des pouliches de 2 ans sur le vieux continent après ce doublé, peu fréquent, l'élève d'Aidan O'Brien aurait pu s'en tenir là mais son entourage l'envoie aux États-Unis pour la Breeders' Cup Juvenile Fillies Turf, elle n'y fait qu'une bouchée des Américaines, sur une simple accélération. Invaincue en cinq sorties, dont trois groupe 1, elle reçoit en fin de saison le titre de 2 ans européenne de l'année.  
À 3 ans, Lake Victoria rentre directement dans les Guinées, une pratique courante pour les meilleurs juveniles de Coolmore. Elle n'en est toutefois pas la favorite, cet honneur revenant à une pouliche Godolphin, Desert Flower, elle aussi invaincue et impressionnante à 2 ans dans le Fillies' Mile. Lake Victoria aura peut-être finalement manqué d'une course, car elle ne peut qu'échouer à la sixième place tandis que Desert Flower triomphe. Preuve qu'elle ne manquait après tout que d'une course de préparation, elle en appelle brillamment de cette défaite en survolant les Irish 1000 Guineas trois semaines plus tard, ajoutant un quatrième groupe 1 à sa collection. Alors qu'elle est favorite des Coronation Stakes, où elle doit affronter la fantasque mais très douée Française Zarigana, elle fait finalement l'impasse sur le meeting royal d'Ascot.  

### Résumé de carrière
| Date         | Hippodrome  | Pays        | Course                              | Statut      | Distance    | Jockey       | Place       | Écart       | Vainqueur ou deuxième |
| 2024, 2 ans  | 2024, 2 ans | 2024, 2 ans | 2024, 2 ans                         | 2024, 2 ans | 2024, 2 ans | 2024, 2 ans  | 2024, 2 ans | 2024, 2 ans | 2024, 2 ans           |
| ------------ | ----------- | ----------- | ----------------------------------- | ----------- | ----------- | ------------ | ----------- | ----------- | --------------------- |
| 28 juin      | Curragh     | Irlande     | Maiden                              |             | 1 400 m     | Ryan Moore   | 1er / 15    | tête        | Red Letter            |
| 10 août      | Newmarket   | Royaume-Uni | Sweet Solera Stakes                 | Gr. 3       | 1 400 m     | Sean Levey   | 1er / 7     | 2           | Mountain Breeze       |
| 15 septembre | Curragh     | Irlande     | Moyglare Stud Stakes                | Gr. 1       | 1 400 m     | Wayne Lordan | 1er / 5     | 1 ¼         | Simmering             |
| 28 septembre | Newmarket   | Royaume-Uni | Cheveley Park Stakes                | Gr. 1       | 1 200 m     | Ryan Moore   | 1er / 7     | 3           | Daylight              |
| 1er novembre | Del Mar     | États-Unis  | Breeders' Cup Juvenile Fillies Turf | Gr. 1       | 1 600 m     | Ryan Moore   | 1er / 14    | 1 ½         | May Day Ready         |
| 2025, 3 ans  |             |             |                                     |             |             |              |             |             |                       |
| 4 mai        | Newmarket   | Royaume-Uni | 1000 Guineas                        | Gr. 1       | 1 600 m     | Ryan Moore   | 6e / 10     | 2 ½         | Desert Flower         |
| 25 mai       | Curragh     | Irlande     | Irish 1000 Guineas                  | Gr. 1       | 1 600 m     | Ryan Moore   | 1er / 12    | 2 ¼         | California Dreamer    |

## Origines
Lake Victoria est une fille du phénomène Frankel, l'un des meilleurs chevaux de l'histoire des courses, et l'un des étalons les plus cotés au monde.   
La mère, Quiet Reflection, était une excellente sprinteuse, bien qu'issue d'une famille quelconque. Coolmore n'a pas hésité à débourser 2,1 millions de Guinées (environ 2,6 millions d'euros) pour l'intégrer à sa jumenterie à l'issue d'une carrière au cours de laquelle elle a remporté la Commonwealth Cup, la Haydock Sprint Cup, les Sandy Lane Stakes (Gr.2), les Cornwallis Stakes (Gr.3), le Prix Sigy (Gr.3), les Renaissance Stakes (Gr.3), et terminé troisième de la July Cup. Pour l'élevage irlandais, elle a également donné Bluegrass (par Galileo), troisième des Dante Stakes (Gr.2).

### Pedigree
| Origines de Lake Victoria (IRE), jument baie né en 2022 | Origines de Lake Victoria (IRE), jument baie né en 2022 | Origines de Lake Victoria (IRE), jument baie né en 2022 | Origines de Lake Victoria (IRE), jument baie né en 2022 |
| ------------------------------------------------------- | ------------------------------------------------------- | ------------------------------------------------------- | ------------------------------------------------------- |
| Père Frankel 2008                                       | Galileo 1998                                            | Sadler's Wells                                          | Northern Dancer                                         |
| Père Frankel 2008                                       | Galileo 1998                                            | Sadler's Wells                                          | Fairy Bridge                                            |
| Père Frankel 2008                                       | Galileo 1998                                            | Urban Sea                                               | Miswaki                                                 |
| Père Frankel 2008                                       | Galileo 1998                                            | Urban Sea                                               | Allegretta                                              |
| Père Frankel 2008                                       | Kind 2001                                               | Danehill                                                | Danzig                                                  |
| Père Frankel 2008                                       | Kind 2001                                               | Danehill                                                | Razyana                                                 |
| Père Frankel 2008                                       | Kind 2001                                               | Rainbow Lake                                            | Rainbow Quest                                           |
| Père Frankel 2008                                       | Kind 2001                                               | Rainbow Lake                                            | Rockfest                                                |
| Mère Quiet Reflection 2009                              | Showcasing 2007                                         | Oasis Dream                                             | Green Desert                                            |
| Mère Quiet Reflection 2009                              | Showcasing 2007                                         | Oasis Dream                                             | Hope                                                    |
| Mère Quiet Reflection 2009                              | Showcasing 2007                                         | Arabesque                                               | Zafonic                                                 |
| Mère Quiet Reflection 2009                              | Showcasing 2007                                         | Arabesque                                               | Prophecy                                                |
| Mère Quiet Reflection 2009                              | My Delirium 2008                                        | Haafhd                                                  | Alhaarth                                                |
| Mère Quiet Reflection 2009                              | My Delirium 2008                                        | Haafhd                                                  | Al Bahathri                                             |
| Mère Quiet Reflection 2009                              | My Delirium 2008                                        | Clare Hills                                             | Orpen                                                   |
| Mère Quiet Reflection 2009                              | My Delirium 2008                                        | Clare Hills                                             | Morale (famille 20)                                     |